# Solniczka gotycka z 1500 roku
Solniczka gotycka z 1500 roku – późnogotycka otwarta solniczka o kształcie kielichowym pochodząca z około 1500 roku z Niemiec. Jeden z najstarszych obiektów w jednej z najcenniejszych kolekcji solniczek na świecie, należącej do Muzeum Żup Krakowskich w Wieliczce. 
Solniczka została nabyta przez muzeum w 2018 roku. Ma wysokość 11 cm oraz średnicę 7,5 cm. Została wykonana z wyszlifowanego w kształcie kielicha agatu – kamienia ozdobnego, którego półprzezroczyste pasy (o bladoróżowej, bladofioletowej i białej barwie), widoczne w strukturze kamienia, zostały wyeksponowane w budowie naczynia. Sam agat, użyty do zrobienia solniczki, został wydobyty w znanym centrum szlifierskim – rejonie Idar-Oberstein w południowo-zachodnich Niemczech. Czara solniczki została objęta srebrną i pozłacaną oprawą, która została założona w XVI wieku, zastępując poprzednią.
Kształt naczynia przypomina solniczkę agatową datowaną na około 1480 rok, którą w 1635 roku podarowała do tamtejszego skarbca (obecnie Landesmuseum Württemberg w Stuttgarcie) księżna Wirtembergii, Barbara Zofia.
Muzeum posiada drugą, podobną solniczkę kielichową, o spiralnie wyszlifowanej czarze, posiadającą dodatkowo pokrywę z kunsztownymi ornamentami, przypominającymi zeschnięte liście.
Solniczka jest eksponowana na stałej wystawie „Solniczki – małe arcydzieła sztuki” w Zamku Żupnym, w którym znajdują się ekspozycje muzeum „na powierzchni”.